# Viking Palm
Viking Palm, né le 13 octobre 1923 et mort le 15 janvier 2009, est un lutteur suédois spécialiste de la lutte libre.

## Carrière
Viking Palm participe aux Jeux olympiques d'été de 1952 à Helsinki et remporte la médaille d'or dans la catégorie de poids mi-lourds.